# Ротаракт
«Ротара́кт» — громадська клубна організація молоді віком від 18 до 30 років, що належить до великої родини Ротарі Інтернешнл — найстаршої громадської клубної організації, яка охоплює 36 000 клубів у 165 країнах та існує більше ніж 100 років. Слово «ротаракт», як і програма Ротарі, пішло від словосполучення «ROTARy in ACTion».
Ротаракт ставить собі за цілі: надання можливості для придбання додаткових знань і навичок для особистісного та професійного розвитку, вирішення соціальних проблем через служіння суспільству та зміцнення дружбита взаєморозуміння між країнами через міжнародну діяльність і особисті контакти з ротарактівцями з інших країн. Членами клубу можуть стати молоді активні люди віком від 18 до 30 років. Членство в клубі передбачає відвідування засідань, сплата членських внесків (сума яких обирається кожним клубом самостійно), участь у проектах, волонтерська робота, генерація ідей, відвідування міжротарактівських заходів.

## Історія
Перший Ротаракт Клуб почав своє існування 13 березня 1968 в Університеті Північної Кароліни і це дало поштовхом до розвитку глобального молодіжного руху, який на сьогодні налічує понад 8000 Ротаракт Клубів по всьому світу.
На початку 1990-х років Ротаракт зміцнив свої позиції відкриттям клубів у країнах Східної Європи: Будапешт, Прага (1991 рік) — величезну допомогу в цей час сусідам надали ротарактівці з Австрії.
Ротаракт рух в Україні бере свій початок у 1994 році. Саме тоді виникли перші ініціативні групи та була вручена перша хартія – Ротаракт Клубу Київ. Наступного року офіційного статусу набули клуби Львова, Тернополя і Харкова. 
Новим етапом у діяльності вітчизняного Ротаракту стало об’єднання у 2000 році України, Польщі та Білорусі у єдину організаційну одиницю Ротарі – Дистрикт 2230. 
Протягом 2000-х років Ротаракт в Україні поступово розвивався, відкривались нові клуби, на постійній основі почали проводитись Всеукраїнські зустрічі, поглиблювались міжнародні зв'язки. Станом на початок 2014 року в Україні офіційно зареєстровано 18 Ротаракт Клуби та одна ініціативна група. Сьогодні серед основних напрямків діяльності українських клубів:
- турбота про дітей-сиріт та дітей, позбавлених батьківського піклування;
- допомога малозабезпеченим родинам та людям похилого віку;
- залучення коштів на забезпечення важливих суспільних потреб;
- міжнародні робота, спрямовані на культурний обмін та інтернаціональну співпрацю;
- екологічні проекти;
- інформаційні проекти просвітницького характеру;
- пропаганда соціальної етики та толерантності.

## Типові проекти Ротаракт Клубу
Проекти клубу можуть мати різну спрямованість, але всі їх можна поділити на 3 великі групи:
1. проекти професійного розвитку та розвитку лідерських навичок;
2. соціальні проекти;
3. клубні проекти.

Окремо іноді виділяються міжнародні проекти, які, в свою чергу, можуть бути як проектами розвитку навичок, так і соціальними проектами. Проекти професійного розвитку та розвитку лідерських навиков. Діяльність клубу, спрямована на професійний розвиток, повинна сприяти розширеннюкругозору його членів в області професійної діяльності, можливостейсучасного бізнесу. Не можна забувати про роль ротарактовцев у розвиткусуспільства. Навички, набуті в процесі активної громадської діяльності клубу, можуть допомогти вирішенню проблем кожного члена клубу на його робочому місці.
Соціальні проекти:
«Служіння суспільству понад особисті інтереси» — девіз Ротарі. 

Соціальні проекти Ротаракт Клубів спрямовані на вирішення різних соціальних завдань суспільства. Ці проекти, як правило, присвячені найактуальнішим проблемам:
1) Наркоманія, СНІД — так у 2011 відбувся Всеукраїнський проект антиСНІД, де клуб Тернополя влаштував флеш — моб в супермаркеті, Київ — Центр збирали кошти за допомогою видатних людей, Рівне організували виставку нетрадиційних антиСНІДівських плакатів і тд.
2) Діти-сироти та діти, які залишилися без піклування батьків. Практично кожен Ротаракт клуб України організовує поїздки в дитячі будинки та інтернати, привозить подарунки, обладнання, інвентар, організовує конкурси і тематичні свята для дітей.
3) Екологія, природоохоронна діяльність.
4) Здоровий спосіб життя.
Рекомендується, щоб кожен Ротаракт клуб реалізовував, принаймні, два соціальні проекти щорічно: один проект — місцевого масштабу, а інший — міжнародного.
Клубні проекти:
Клубна, тобто організаційна, діяльність є основою стабільного, дружного і сильного клубу. До внутріклубним заходів і проектів відносяться: засідання клубу; спільні свята й відпочинку членів клубу; прийом гостей у клубі; ведення літопису (історії) клубу, видання клубного бюлетеня (газети), створення і підтримка сайту клубу, розсилки для членів клубу; зростання і збереження членського складу клубу.

Міжнародні проекти:
Міжнародні проекти, як правило, не виділяються в окрему групу. Однак їм слід приділити особливу увагу. Незаперечною перевагою Ротарі і Ротаракт є міжнародний характер організації. Тому контакти з Ротаракт Клубами, які перебувають в інших країнах, мають ряд переваг: обмін досвідом, ідеями проектів, інформацією про особливості реалізації ініціатив; мовна практика для членів клубів; обмін інформацією про зустрічі та заходи, що проходять на територіях інших країн; розширені можливості культурного, професійного обміну і дружніх візитів.
У рамках взаємодії з іноземними Ротаракт Клубами може бути реалізована маса проектів соціального характеру, культурного і дружнього обміну, професійні зв'язки та ін. Міжнародні проекти можна умовно розділити на:
1. Зустрічі клубів — відвідання міжнародних конференцій, семінарів ротарактівців, запрошення на заходи, що організовуються вашим клубом, іноземних гостей та учасників (можливо виступаючих), поїздки в клуби як гостей або дружні візити під час перебування в країні, де є Ротаракт Клуби.
2. «Проекти по листуванню» / «Паперові проекти» — дуже поширені серед ротарактовців. Як правило, це може бути складання спільного бюлетеня з клубами на конкретну тематику, конкурс фотографій, обмін вимпелами клубів, прапорами країн, значками, ляльками, картами та ін сувенірами, розробка календаря з інформацією про проекти різних клубів світу, збір листівок для вихованців дитячого будинку та ін Проекти такого типу, як правило, не вимагають великих фінансових витрат, поїздок до клубів-партнерам, і можуть легко здійснюватися в процесі листування електронною поштою.
3. Спільні соціальні проекти — організація акцій, спрямованих на вирішення конкретного завдання у вашому регіоні з залученням інших Ротаракт (і Ротарі) клубів світу. Це може бути збір книг для бібліотеки іноземної літератури, одягу для нужденних, залучення іноземних волонтерів, організація благодійних виставок тощо.
4. Культурно-ознайомчі проекти — поїздки на уїк-енди, тури вихідного дня, організація подібних заходів на базі вашого клубу з запрошенням іноземних гостей; організація фестивалів культури в різних країнах. До таких проектів належить і програма ротарактовскіх дружніх обмінів.

## Ротаракт клуби України
- Івано-Франківськ[1]
- Київ[2]
- Київ Малтінешнл[3]
- Київ Сіті[4]
- Київ — Центр[5]
- Київ Софія
- Львів[6]
- Львів Інтернешнл [Архівовано 7 березня 2019 у Wayback Machine.]
- Одеса[7]
- Полтава[8]
- Рівне[9]
- Ужгород[10]
- Харків[11]
- Харків Малтінешнл
- Харків Фьост Кепітал
- Харків Мрія
- Херсон
- Черкаси [Архівовано 10 лютого 2022 у Wayback Machine.]
- Запоріжжя